# 宮家
宮家（みやけ）とは、日本において、宮号を賜った皇族男子（親王又は諸王）を祖とする、皇族の一家のことである。

## 概要

### 全般
宮（みや）とは、元々、天皇および皇族の邸の事を指し、転じて（邸宅に住んでいる）皇族の尊称となった。
さらに、親王の身位とともに「○○宮」との称号（宮号）を世襲することが認められる例が生じ、これが「宮家」と呼ばれるものであり、個別には宮号に応じて「○○宮家」と呼ばれることがある。ただし、現行法上はいずれも法的な根拠を持つものではない。また、宮号の授与と、宮家の創立は必ずしも同時ではない（例：賀陽宮家）。「○○宮」の称号は個人の称号であり、その家族は用いない。
宮家のうち、特に天皇の子や兄弟が創設した宮家を直宮家（じきみやけ）という。

### 宮家の継承・創設・断絶
江戸時代までは、特に定められた4つの宮家（世襲親王家）（伏見宮、有栖川宮、閑院宮、桂宮）のみが継承され、嗣子が不在の場合はほかの宮家あるいは内廷皇族（天皇の最近親）の男子が継承していた。
幕末になると伏見宮邦家親王の皇子達が複数の宮号を立て、1889年（明治22年）に施行された皇室典範により、永世皇族制が確立され、宮号の増減が起こるようになる。
基本的に、各宮家の継嗣が宮号を継承し、他の男子は新たに宮家を創設するか、あるいは臣籍降下する。
皇室典範では新旧ともに養子を認めていないため、宮家に嗣子が不在（男子が生まれない、あるいは早世等した場合）の場合は、他宮家の皇族への宮号継承は行えず、宮家は断絶する。嗣子がいない場合は、たとえ旧世襲親王家であっても、断絶は回避されない。また、嗣子に｢不治の病｣がある場合、廃嫡が行われたが（例：伏見宮家の邦芳王）、宮号継承後に発病した場合は弟が健在でも、宮家存続の措置は取られなかった（例：山階宮家の武彦王）。
最後の宮号保有者が薨去後した後も、配偶者（未亡人）や未婚の女子等が皇族として留まっている間は、宮家としては存続する。
宮家に所属した最後の人物が薨去した後、1年後の命日に「一周年祭の儀」が執り行われる。最後の人物に対する葬儀としては、これで終了する。
その2日後、最後の人物の御霊に通常の食事を供え、「権舎の儀」を執り行い、皇居内の皇霊殿に霊魂を移す。すなわち、最後の人物は、宮家の御霊舎には祀られない。そして、当該宮家の御霊舎で、御霊舎に残っていた御霊（過去に薨去した皇族の分霊）に対し「神昇の儀」を執り行う。この儀式（神事）を経て、宮家は正式に絶家となる。
祭祀の継承例
上述のように、旧・現皇室典範下では、宮家自体を他家の皇族が継承することはできないが、宮家の祭祀については他家の皇族が継承した例がある。
有栖川宮家は、1908年（明治41年）、嗣子の栽仁王が早世し絶家が確実になったのち、有栖川宮威仁親王は、伊藤博文に「有栖川宮先代ノ系統ヲ思ヘバ、先例ニ倣ヒ、皇子孫ノ入ラセラレンコトヲ希望スル他意ナシ」と認め、皇子孫による継承を強く希望した。1913年（大正2年）6月、重篤となった威仁親王に、後継者問題の内諭が伝達された。
同年7月6日、大正天皇の第三皇子光宮宣仁親王に「高松宮」の称号が与えられた。高松宮は有栖川宮の旧称であり、また威仁親王の外孫徳川喜久子と宣仁親王の婚約も内定した。1923年（大正12年）、有栖川宮家は威仁親王妃慰子の薨去をもって断絶すると、高松宮はその葬儀で喪主を務め、高松宮家が有栖川宮家の祭祀を継承し、また、同家にまつわる資料を刊行した。
祭祀の継承により、宣仁親王を実質的に有栖川宮家の後継に疑したことは、伊藤による「超法規的措置」として受け止められた。
この他、皇族男子が臣籍降下して断絶した宮家の祭祀を継承した例に、華頂博信（侯爵、伏見宮博恭王の第3男子）や東伏見慈洽（伯爵、久邇宮邦彦王の第3男子）がある。

## 現存する宮家
| 宮家   | 読み     | 現当主         | 創設                     | 創設者                                  | 現人数 | 備考   |
| ------ | -------- | -------------- | ------------------------ | --------------------------------------- | ------ | ------ |
| 秋篠宮 | あきしの | 文仁親王       | 1990年(平成02年)06月29日 | 上皇(第125代天皇明仁)第二皇男子文仁親王 | 4人    | 直宮家 |
| 常陸宮 | ひたち   | 正仁親王       | 1964年(昭和39年)09月30日 | 昭和天皇第二皇男子正仁親王              | 2人    | 直宮家 |
| 三笠宮 | みかさ   | （未定）       | 1935年(昭和10年)12月02日 | 大正天皇第四皇男子崇仁親王              | 3人    | 直宮家 |
| 高円宮 | たかまど | 憲仁親王妃久子 | 1984年(昭和59年)12月06日 | 崇仁親王第三男子憲仁親王                | 2人    |        |

### 系図
|                  |                  |                  |                  |                  |                  |  |  |          |          |          |          |          |          |  |  |          |          |          |          |          |          |  |  |          |          |          |          |          |          |  |  |          |          |          |          |          |          |  |  |  |  |  |  |  |  |  |  |  |  |  |  |  |  |  |  |  |  |  |  |  |  |  |  |  |  |
| 大正天皇         |                  |                  |                  |                  |                  |  |  |          |          |          |          |          |          |  |  |          |          |          |          |          |          |  |  |          |          |          |          |          |          |  |  |          |          |          |          |          |          |  |  |  |  |  |  |  |  |  |  |  |  |  |  |  |  |  |  |  |  |  |  |  |  |  |  |  |  |
|                  |                  |                  |                  |                  |                  |  |  |          |          |          |          |          |          |  |  |          |          |          |          |          |          |  |  |          |          |          |          |          |          |  |  |          |          |          |          |          |          |  |  |  |  |  |  |  |  |  |  |  |  |  |  |  |  |  |  |  |  |  |  |  |  |  |  |  |  |
|                  |                  |                  |                  |                  |                  |  |  |          |          |          |          |          |          |  |  |          |          |          |          |          |          |  |  |          |          |          |          |          |          |  |  |          |          |          |          |          |          |  |  |  |  |  |  |  |  |  |  |  |  |  |  |  |  |  |  |  |  |  |  |  |  |  |  |  |  |
| 昭和天皇         | 昭和天皇         | 昭和天皇         | 昭和天皇         | 昭和天皇         | 昭和天皇         |  |  | 秩父宮家 | 秩父宮家 | 秩父宮家 | 秩父宮家 | 秩父宮家 | 秩父宮家 |  |  | 高松宮家 | 高松宮家 | 高松宮家 | 高松宮家 | 高松宮家 | 高松宮家 |  |  | 三笠宮家 | 三笠宮家 | 三笠宮家 | 三笠宮家 | 三笠宮家 | 三笠宮家 |  |  |          |          |          |          |          |          |  |  |  |  |  |  |  |  |  |  |  |  |  |  |  |  |  |  |  |  |  |  |  |  |  |  |  |  |
| 昭和天皇         | 昭和天皇         | 昭和天皇         | 昭和天皇         | 昭和天皇         | 昭和天皇         |  |  | 秩父宮家 | 秩父宮家 | 秩父宮家 | 秩父宮家 | 秩父宮家 | 秩父宮家 |  |  | 高松宮家 | 高松宮家 | 高松宮家 | 高松宮家 | 高松宮家 | 高松宮家 |  |  | 三笠宮家 | 三笠宮家 | 三笠宮家 | 三笠宮家 | 三笠宮家 | 三笠宮家 |  |  |          |          |          |          |          |          |  |  |  |  |  |  |  |  |  |  |  |  |  |  |  |  |  |  |  |  |  |  |  |  |  |  |  |  |
|                  |                  |                  |                  |                  |                  |  |  |          |          |          |          |          |          |  |  |          |          |          |          |          |          |  |  |          |          |          |          |          |          |  |  |          |          |          |          |          |          |  |  |  |  |  |  |  |  |  |  |  |  |  |  |  |  |  |  |  |  |  |  |  |  |  |  |  |  |
| 上皇（明仁）     | 上皇（明仁）     | 上皇（明仁）     | 上皇（明仁）     | 上皇（明仁）     | 上皇（明仁）     |  |  | 常陸宮家 | 常陸宮家 | 常陸宮家 | 常陸宮家 | 常陸宮家 | 常陸宮家 |  |  |          |          |          |          |          |          |  |  | 桂宮家   | 桂宮家   | 桂宮家   | 桂宮家   | 桂宮家   | 桂宮家   |  |  | 高円宮家 | 高円宮家 | 高円宮家 | 高円宮家 | 高円宮家 | 高円宮家 |  |  |  |  |  |  |  |  |  |  |  |  |  |  |  |  |  |  |  |  |  |  |  |  |  |  |  |  |
| 上皇（明仁）     | 上皇（明仁）     | 上皇（明仁）     | 上皇（明仁）     | 上皇（明仁）     | 上皇（明仁）     |  |  | 常陸宮家 | 常陸宮家 | 常陸宮家 | 常陸宮家 | 常陸宮家 | 常陸宮家 |  |  |          |          |          |          |          |          |  |  | 桂宮家   | 桂宮家   | 桂宮家   | 桂宮家   | 桂宮家   | 桂宮家   |  |  | 高円宮家 | 高円宮家 | 高円宮家 | 高円宮家 | 高円宮家 | 高円宮家 |  |  |  |  |  |  |  |  |  |  |  |  |  |  |  |  |  |  |  |  |  |  |  |  |  |  |  |  |
|                  |                  |                  |                  |                  |                  |  |  |          |          |          |          |          |          |  |  |          |          |          |          |          |          |  |  |          |          |          |          |          |          |  |  |          |          |          |          |          |          |  |  |  |  |  |  |  |  |  |  |  |  |  |  |  |  |  |  |  |  |  |  |  |  |  |  |  |  |
| 今上天皇（徳仁） | 今上天皇（徳仁） | 今上天皇（徳仁） | 今上天皇（徳仁） | 今上天皇（徳仁） | 今上天皇（徳仁） |  |  | 秋篠宮家 | 秋篠宮家 | 秋篠宮家 | 秋篠宮家 | 秋篠宮家 | 秋篠宮家 |  |  |          |          |          |          |          |          |  |  |          |          |          |          |          |          |  |  |          |          |          |          |          |          |  |  |  |  |  |  |  |  |  |  |  |  |  |  |  |  |  |  |  |  |  |  |  |  |  |  |  |  |

## 現在の宮家皇族
| 宮家   | 名/読み    |          | 続柄       | 世数 | 生年月日/年齢  | 生年月日/年齢 | 皇位継承 順位 | 摂政 就任順位 |
| ------ | ---------- | -------- | ---------- | ---- | -------------- | ------------- | ------------- | ------------- |
| 秋篠宮 | 文仁親王   | ふみひと | 皇弟       | 一世 | 1965年11月30日 | 59歳          | 第1位（皇嗣） | 第1位         |
| 秋篠宮 | 紀子       | きこ     | 文仁親王妃 | 妃   | 1966年9月11日  | 58歳          |               |               |
| 秋篠宮 | 佳子内親王 | かこ     | 皇姪       | 二世 | 1994年12月29日 | 30歳          |               | 第7位         |
| 秋篠宮 | 悠仁親王   | ひさひと | 皇甥       | 二世 | 2006年9月6日   | 18歳          | 第2位         | 第2位         |
| 常陸宮 | 正仁親王   | まさひと | 皇叔父     | 一世 | 1935年11月28日 | 89歳          | 第3位         | 第3位         |
| 常陸宮 | 華子       | はなこ   | 正仁親王妃 | 妃   | 1940年7月19日  | 84歳          |               |               |
| 三笠宮 | 信子       | のぶこ   | 寬仁親王妃 | 妃   | 1955年4月9日   | 69歳          |               |               |
| 三笠宮 | 彬子女王   | あきこ   | 皇再従妹   | 三世 | 1981年12月20日 | 43歳          |               | 第8位         |
| 三笠宮 | 瑶子女王   | ようこ   | 皇再従妹   | 三世 | 1983年10月25日 | 41歳          |               | 第9位         |
| 高円宮 | 久子       | ひさこ   | 憲仁親王妃 | 妃   | 1953年7月10日  | 71歳          |               |               |
| 高円宮 | 承子女王   | つぐこ   | 皇再従妹   | 三世 | 1986年3月8日   | 39歳          |               | 第10位        |

## 歴史

### 古代～中世
平安時代末期から鎌倉時代初期に掛け、皇族ゆかりの神官が特殊な舞や神事を継承した際に「宮」の名を持たせる習慣が生まれる。
そしてこの習慣は親王宣下の制度以降、特に皇族の慣習として顕著となり、本来その資格のない2世王以下の皇族が天皇・太上天皇の養子縁組・猶子となって代々親王宣下を受けることで親王の身位を保持し続けるようになり、後世「世襲親王家」と呼ぶようになった。これが現在の「宮家」の源流である。
たとえば、鎌倉時代中期に順徳天皇の皇子忠成王が岩倉宮、善統親王が四辻宮を名乗り、子孫に宮号が伝わっている。また、宮号は称していないものの、親王将軍（宮将軍）も、惟康親王の娘が久明親王の正室となって後継者を儲けたことを考えると、初代の宗尊親王（後嵯峨天皇の皇子）から最後（4代目）の守邦親王まで代々征夷大将軍の職と親王の身位を世襲した「親王将軍家」とみなすことが出来、これも「宮家」の先駆とみなす見解もある。
本格的な世襲親王家の嚆矢とされるのが、室町時代に成立した亀山天皇の皇子恒明親王を始祖とする常盤井宮と、後二条天皇の皇子邦良親王を始祖とする木寺宮である。両親王とも、皇位を継承する可能性があったが、当時の持明院統と大覚寺統の両統迭立の情勢に翻弄され、実際には皇位に就く事がなかった。これらの親王には所領があり、子孫に代々経済的基盤として伝えられた。
常盤井宮、木寺宮両家は、室町時代の後期頃には断絶したと考えられるが、この2つの宮家に次いで創設され、以後、約550年間の長きに渡って続いたのが伏見宮である。
さらに、室町時代には、旧南朝の末裔である小倉宮、玉川宮のような例も見られる。いずれにしても、皇位継承争いに敗れた皇族が、皇位を確保した本家に政治的に対抗するかたちで分家を創立する、というパターンは共通する。そのときどきの天皇にとっては、むしろ不本意な事態として、世襲親王家は発足したのである。
しかし、応仁の乱以降は、朝廷の極度の衰退により、世襲親王家の創設は朝廷外部からの経済的支援がなければ不可能になり、朝廷にとってむしろ歓迎すべき事態へと変わってゆく。統一政権の成立以降に、桂宮、有栖川宮、閑院宮の3家が創設され、伏見宮とあわせて、この4つの世襲親王家を「四親王家」と呼ぶ。
中世の宮家の問題については、松薗斉の研究に詳しい。中世における宮家の成立に、中世における「王家」の変容が関係深いことと、近世以降の「世襲親王家」という概念は、中世の宮の「家」には存在しないことなどを論じている。

### 中世～近世：四親王家
伏見宮は、北朝第3代崇光天皇の第一皇子栄仁親王が始祖である。第3代貞成親王（さだふさしんのう）の第一王子彦仁王が傍系にあたる称光天皇が後嗣なく崩御したことにより、正長元年（1428年）に第102代後花園天皇となって皇位を継承した。この後花園天皇が現在の皇室の男系の祖となっている。一方、貞成親王の第二王子貞常親王（後花園天皇の弟）の男系子孫は代々伏見宮を継承し、特に第20代・23代邦家親王からは多くの子孫が宮家を創設した（いわゆる伏見宮系皇族）。しかし敗戦を経て、昭和22年（1947年）に、現行の皇室典範下で臣籍降下を余儀なくされた。世襲四親王家の中では最古であり、現在の皇室並びに、以下に挙げる桂宮・有栖川宮・閑院宮は、全て伏見宮家が始祖である。
桂宮は、正親町天皇の第1皇子誠仁親王の第6王子智仁親王（としひとしんのう）によって創設された。智仁親王は、豊臣秀吉の猶子であったが、天正17年（1589年）に秀吉に実子鶴松が生まれたために縁組が解消された。秀吉の奏請により、智仁親王に所領が与えられ「八条宮」の宮号を賜ったのが始まりである。以後、「常盤井宮」「京極宮」、そして「桂宮」と改称し、明治14年（1881年）の第12代当主淑子内親王薨去まで存続した。
有栖川宮は、寛永2年（1625年）後陽成天皇の第7皇子好仁親王（よしひとしんのう）によって創設された。初めは「高松宮」と称した。好仁親王には後嗣が無く、後水尾天皇の第6皇子で親王の甥に当たる良仁親王（ながひとしんのう）が第2代を継承し、花町宮または、桃園宮と称した。ところが、承応3年（1654年）兄の後光明天皇が没したため、良仁親王は第111代後西天皇として皇位を継承した。宮家は後西天皇の第2皇子幸仁親王が継承し有栖川宮と改称された。1913年（大正2年）6月、有栖川宮威仁親王が薨去し断絶した。
閑院宮は、皇統の断絶を危惧した新井白石の建言で創設された。東山天皇の第6皇子であり中御門天皇の同母弟にあたる直仁親王（なおひとしんのう）が、幕府から1000石の所領を献上され、享保3年（1718年）祖父の霊元法皇から「閑院宮」の宮号を賜った。新井白石の危惧は現実のものとなり、中御門天皇の曾孫にあたる後桃園天皇が安永8年（1779年）に後嗣なく崩御した事により、第2代典仁親王の第六王子祐宮が第111代光格天皇として皇位を継承した。先帝の傍系にあたる宮家から皇位を継承したのは光格天皇が最後であり、光格天皇の皇子仁孝天皇以後は、その男子（皇太子）が次代天皇に即位し、現在の皇室まで連なっている。
一方で宮家としては、典仁親王第一王子美仁親王（光格天皇の兄）が第3代として継承するが、その孫の第5代愛仁親王が子孫なく薨去した為、一度途絶える。その後明治時代になって、伏見宮邦家親王の王子載仁親王が第6代として継承するも、その子である第7代春仁王に再び子孫なく、臣籍降下後の昭和63年（1988年）に死去した事で絶家した。
以上、宮家出身の皇族が皇統を継いだのは、3例である。
1. 第102代後花園天皇：伏見宮貞成親王の第1皇子。
2. 第111代後西天皇：有栖川宮第2代当主。
3. 第119代光格天皇：閑院宮典仁親王の第6王子。

### 近現代
幕末から明治時代にかけては新しい宮家が続々と新設され、それまで出家していた皇族が還俗して天皇の藩屏としての役割を担うことになった。
まず、文久3年（1863年）に中川宮（のちに賀陽宮を経て久邇宮に改称）、元治元年（1864年）に山階宮、以後明治3年（1870年）までに梨本宮、聖護院宮（改称し北白川宮）、華頂宮、東伏見宮（改称し小松宮）の各宮家が設立された。
明治22年（1889年）、皇室典範（いわゆる旧皇室典範）の制定によって永世皇族制が確立された。これにより、皇族の家格は廃止される。皇室典範の制定後、明治33年（1900年）には賀陽宮が諸王家に列せられ、明治36年（1903年）には東伏見宮、明治39年（1906年）には竹田宮、朝香宮、東久邇宮の3宮家が設立された。竹田・朝香・東久邇の各宮家は、いずれも明治天皇皇女を妃に迎えている。
その後、大正天皇の3皇子のうち、大正2年（1913年）に宣仁親王が断絶した有栖川宮の祭祀を継承するために8歳の時に高松宮の宮号を賜り宮家を創立した。また、20歳で独立したのを機に、大正11年（1922年）に雍仁親王が秩父宮の宮号を、昭和10年（1935年）に崇仁親王が三笠宮の宮号を賜り、それぞれ宮家を創設した。
旧皇室典範は当初は永世皇族制を本則として採用する一方、明治40年（1907年）に公布された皇室典範増補は、王が勅旨または情願により華族に列せられるべきことを定めていた。さらに大正9年（1920年）には「皇族ノ降下ニ関スル施行準則」が制定され、天皇から5～8世王は請願の有無を問わず賜姓降下することとされた。以降、12人が降下し、華族（次男は侯爵、三男は侯爵又は伯爵、四男・五男は伯爵）に列せられている。
第二次世界大戦敗戦後には占領下での連合国軍最高司令官総司令部（GHQ）の指令に基づいて、皇室財産の国有化、皇族の財産に関する特権の停止などが決定され、敗戦後の窮乏した国家財政では従前の規模の皇室を維持できなくなったことから、秩父宮、高松宮、三笠宮の三直宮家（大正天皇所生）を除く11宮家51人が皇族の身分を離れることとなった。
現在の皇室典範は昭和22年（1947年）5月3日に施行され（日本国憲法施行と同日）、同年10月14日に11宮家51名（いわゆる旧皇族・伏見宮系皇族）が、形式上は自発的な意思によって臣籍降下（いわゆる皇籍離脱）した。
現代では、宮家創設は、当主を引き継ぐ最年長の男子以外の男子が結婚や独立を機に行われてきた。昭和39年（1964年）に常陸宮、昭和59年（1984年）に高円宮、昭和63年（1988年）に桂宮の、各宮家が創設されたが、いずれも嗣子がいない。そして、1990年（平成2年）に秋篠宮家が創設された。

## 現在抱えている問題
平成18年（2006年）に秋篠宮文仁親王に悠仁親王が誕生した。それ以外の宮家（常陸・三笠・高円）については、昭和29年（1954年）の高円宮憲仁親王以来、宮家を継承する、あるいは新たに宮家を創設することができる皇族男子は誕生していない。よってこの3宮家は、現在の規定では、将来の絶家が確実である。
伏見宮系皇族（旧皇族）が皇籍を離脱した昭和22年（1947年）10月以降、宮号保持者の子女に宮家を継承できる男子（若宮）が存在したのは以下の2例しかない。
1. 三笠若宮：寬仁親王（平成24年（2012年）に薨去）
2. 秋篠若宮：悠仁親王

このうち寛仁親王は、父の三笠宮崇仁親王よりも先に薨去したため、宮号が次代に継承された例は、戦後1例もない。
皇族男子の著しい減少による皇位継承問題と共に、宮家の存続も危機的な状況である。

## その他

### 名字
法的に名字に「宮（ノミヤ）」を付してはならないという定めはなく、現代でも、特異な神事や舞を継承成し得た神官（神職者）に対し「宮（ノミヤ）」を付した全く異なる名字とする習慣が残っているが、それは宮号ではなく、皇族に関係するという定義に於ける現代で云われているところの「宮家」とは一切関係がない。但し特異な神事や舞は、皇族ゆかりの作法や古き神道の作法であることから、神道内では宮家という単語を「連なる者・継承する者」の意味で使うこともある。
なお神職者が襲名や改名に於いて「宮（ノミヤ）」を付すことについて神社庁は禁止してはおらず、平成期にあっても家庭裁判所の許可は問題なくおりている（神道関係者以外の者で「宮（ノミヤ）」を付す許可を得た者は、終戦以降一人もいない）。